# Kolding
Kolding (dánsky  ˈkɔleŋ) je město a přístav v Dánsku. Nachází se u fjordu Kolding v regionu Syddanmark (Jižní Dánsko). V roce 2025 mělo 63 645 obyvatel a bylo tak sedmým největším městem Dánska. K pamětihodnostem patří bývalý královský hrad Kolding (Koldinghus), který byl postaven roku 1248 králem Erikem V. Na hradě je muzeum (Museet på Koldinghus) a bývá využíván dánskou vládou ke slavnostním příležitostem. Roku 1808 vyhořel, ale byl zrenovován. Kostel sv. Mikuláše (Sankt Nicolai) pochází rovněž ze 13. století. V muzeu Trapholt je k vidění sbírka moderního dánského umění.

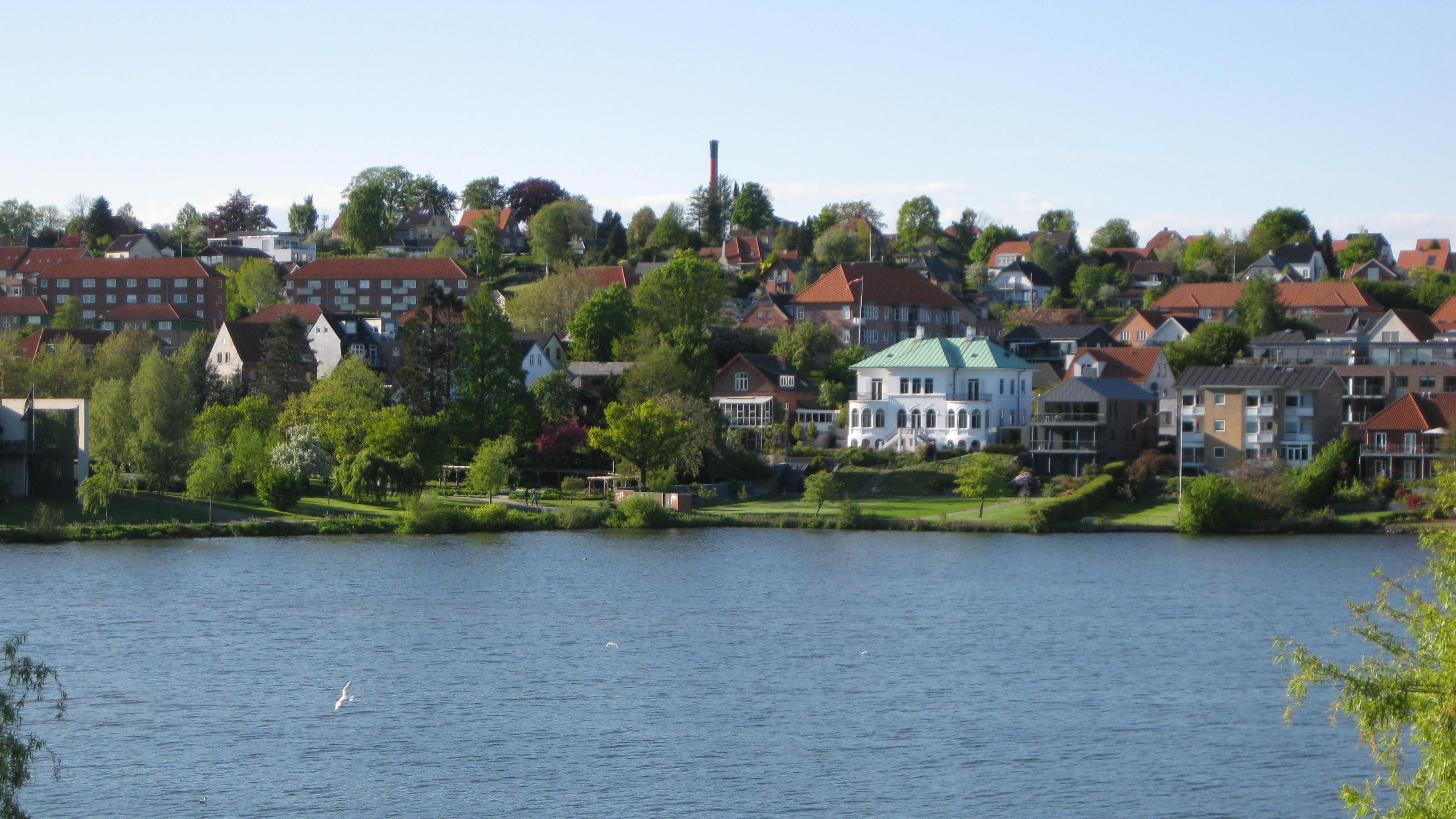
Jezero Kolding Slotsø a město

Jde o důležitý dopravní uzel, obchodní a průmyslové centrum. Rozvinuto je zejména strojírenství a loďařství. Ve městě se nachází víceúčelová hala Sydbank Arena

## Partnerská města
| City          | Region           | Country   | Year |
| ------------- | ---------------- | --------- | ---- |
| Andžó         | Prefektura Aiči  | Japonsko  | 1997 |
| Delmenhorst   | Dolní Sasko      | Německo   | 1979 |
| Drammen       | Buskerud         | Norsko    | 1946 |
| Huéscar       | Granada          | Španělsko | 1982 |
| Lappeenranta  | Jižní Karélie    | Finsko    | 1947 |
| Nanortalik    | Kujalleq         | Grónsko   | 2007 |
| Örebro        | Närke            | Švédsko   | 1946 |
| Panevėžys     | Panevėžyský kraj | Litva     | 2000 |
| Pisa          | Toskánsko        | Itálie    | 2007 |
| Stykkishólmur | Západní Region   | Island    | 1979 |
| Szombathely   | Vas              | Maďarsko  | 1991 |